# 張雅婷 (主播)
張雅婷（1980年6月12日—）是台灣的新聞主播，曾任中國電視公司氣象主播，大學時代就加入任立渝的氣象團隊開始報氣象。除了播報氣象之外，她也曾兼任中華電信多媒體內容傳輸平台IN TV（該頻道已於2008年1月遭停播）前旅遊節目《世界e把罩》主持人，由於外型甜美清新，曾拍攝過多支MV與電視廣告。現任中天新聞台主播。
2008年離開中視氣象台，赴英國進修。2010年回台，曾任三立新聞台的氣象主播。曾任中天新聞台主持《緣來一家人》單元。

## 學歷
- 中國文化大學大氣科學學系

## 經歷
- 中視新聞氣象主播、記者
- 三立新聞台氣象主播
- 中天新聞台《中天午間新聞》主播、主持人

## 主持
- 《世界e把罩》
- 《瘋藝術》
- 《中視氣象台》晨間氣象主播
- 《大國武器大觀》
- 《台灣大搜索》

## 外部連結
- 主播介紹－中天新聞台（繁體中文）
- 張雅婷的Facebook專頁